# Kukulcania
Genre
Kukulcania est un genre d'araignées aranéomorphes de la famille des Filistatidae.

## Distribution
Les espèces de ce genre se rencontrent des États-Unis à l'Argentine. Kukulcania hibernalis a été introduite au Liberia et aux îles Canaries.

## Liste des espèces
Selon World Spider Catalog (version 20.5, 17/08/2019) :
- Kukulcania arizonica (Chamberlin & Ivie, 1935)
- Kukulcania bajacali Magalhaes & Ramírez, 2019
- Kukulcania benita Magalhaes & Ramírez, 2019
- Kukulcania brignolii (Alayón, 1981)
- Kukulcania chingona Magalhaes & Ramírez, 2019
- Kukulcania cochimi Magalhaes & Ramírez, 2019
- Kukulcania geophila (Chamberlin & Ivie, 1935)
- Kukulcania gertschi Magalhaes & Ramírez, 2019
- Kukulcania hibernalis (Hentz, 1842)
- Kukulcania hurca (Chamberlin & Ivie, 1942)
- Kukulcania mexicana Magalhaes & Ramírez, 2019
- Kukulcania santosi Magalhaes & Ramírez, 2019
- Kukulcania tequila Magalhaes & Ramírez, 2019
- Kukulcania tractans (O. Pickard-Cambridge, 1896)
- Kukulcania utahana (Chamberlin & Ivie, 1935)

## Publication originale
- Lehtinen, 1967 : Classification of the cribellate spiders and some allied families, with notes on the evolution of the suborder. Annales Zoologici Fennici, vol. 4, p. 199-468.